# Championnat du Paraguay de football 1913
Navigation
Édition précédente Édition suivante
La 7e édition du championnat du Paraguay de football est remportée par le Club Cerro Porteño. C’est le premier titre de champion du club, obtenu dès sa première saison en première division. Le Cerro Porteño l’emporte avec 5 points d’avance sur le Club Sol de América. Club Nacional complète le podium. 

## Les clubs de l'édition 1913
| \| Asuncion: · Olimpia · Nacional · Sol de América · Guaraní · Cerro Porteño Asuncion \| Localisation des clubs engagés dans le championnat. |
| Asuncion: · Olimpia · Nacional · Sol de América · Guaraní · Cerro Porteño Asuncion                                                           |

| Club                | Stade | Capacité | Ville    |
| ------------------- | ----- | -------- | -------- |
| Club Cerro Porteño  | -     | -        | Asuncion |
| Club Guaraní        | -     | -        | Asuncion |
| Club Olimpia        | -     | -        | Asuncion |
| Club Nacional       | -     | -        | Asuncion |
| Club Sol de América | -     | -        | Asuncion |

## Compétition

### La pré-saison
Le passage du nombre d’équipes participant au championnat de 4 à 5 se décide au terme d’un petit tournoi de qualification. Quatre équipes y participent : Club Cerro Porteño, 10 de Agusto (une équipe de San Lorenzo), El Porvenir (une équipe d’ Ypacaraí) et Club River Plate. Cerro Porteño l’emporte et accède à l’élite paraguayenne pour la première fois de son histoire.

### Classement
| Rang | Équipe              | Pts | J | G | N | P | Bp | Bc | Diff |
| ---- | ------------------- | --- | - | - | - | - | -- | -- | ---- |
| 1    | Club Cerro Porteño  | 15  | 8 | 7 | 1 | 0 | .  | .  | 0    |
| 2    | Club Sol de América | 10  | 8 | . | . | . | .  | .  | 0    |
| 3    | Club Nacional       | 7   | 8 | . | . | . | .  | .  | 0    |
| 4    | Club Olimpia        | 5   | 8 | . | . | . | .  | .  | 0    |
| 5    | Club Guaraní        | 3   | 8 | . | . | . | .  | .  | 0    |

| Légende : Qualifications et relégations | Légende : Qualifications et relégations |
| --------------------------------------- | --------------------------------------- |
|                                         | Champion du Paraguay                    |
|                                         | Relégation en deuxième division         |
|                                         | (T) : Tenant du titre (P) : Promus      |

## Bilan de la saison
| Championnat du Paraguay de football 1913                             |                                |
| Champion                                                             | Club Cerro Porteño (1er titre) |
| Promotions et relégations                                            |                                |
| Promus en Primera División                                           |                                |
| Relégués en Championnat du Paraguay de football de deuxième division |                                |